# Заборув-Перший
Заборув-Перший (пол. Zaborów Pierwszy) — село в Польщі, у гміні Томашув-Мазовецький Томашовського повіту Лодзинського воєводства.
Населення — 430 осіб (2011).
У 1975-1998 роках село належало до Пйотрковського воєводства.

## Демографія
Демографічна структура станом на 31 березня 2011 року:
|          | Загалом | Допрацездатний вік | Працездатний вік | Постпрацездатний вік |
| -------- | ------- | ------------------ | ---------------- | -------------------- |
| Чоловіки | 209     | 40                 | 154              | 15                   |
| Жінки    | 221     | 36                 | 139              | 46                   |
| Разом    | 430     | 76                 | 293              | 61                   |